# V symfonia Szostakowicza
V Symfonia d-moll (opus 47) – utwór orkiestrowy skomponowany przez Dmitrija Szostakowicza wiosną 1937. 
Po raz pierwszy została wykonana 21 listopada 1937 w Leningradzie przez filharmoników leningradzkich pod batutą Jewgienija Mrawinskiego.

## Części symfonii
1. Moderato
2. Allegretto
3. Largo
4. Allegro non troppo